# Liste der Bodendenkmale in Moritzburg (Sachsen)
In der Liste der Bodendenkmale in Moritzburg sind die Bodendenkmale der Gemeinde Moritzburg und ihrer Ortsteile nach dem Stand der Auflistung von Harald Quietzsch und Heinz Jacob aus dem Jahr 1982 aufgelistet. Eventuelle Änderungen und Ergänzungen, insbesondere aus der Zeit nach der Wende, sind nicht berücksichtigt, da für Sachsen aktuell keine neueren allgemein zugänglichen Bodendenkmallisten vorliegen. Die Baudenkmale sind in der Liste der Kulturdenkmale in Moritzburg (Sachsen) aufgeführt.
| Denkmal-ID | Fundart             | Ortsteil   | Bezeichnung                                    | Zeitstellung | Lage | Bemerkungen | Bild |
| ---------- | ------------------- | ---------- | ---------------------------------------------- | ------------ | --- | --- | ---- |
| ?          | Grabmal > Grabhügel | Moritzburg | vermutetes Hügelgrab                           | Bronzezeit?  | nordwestlich des Orts, im Friedewald, Forstrevier Moritzburg Abteilung 31, östlich des HC-Wegs, nördlich am Flügel E                                                        | markanter Einzelhügel, Schutz seit 30. Oktober 1972 |      |
| ?          | Grabmal > Grabhügel | Moritzburg | Hügelgräber, Gruppe von mehreren hundert Stück | Bronzezeit   | nordwestlich von Moritzburg, nordöstlich von Weinböhla, im Friedewald, um den Lindenberg, nordöstlich des Neuen Anbaus, Forstrevier Weinböhla Abteilungen 109, 111, 113–117 | auf dem Gebiet der Gemeinden Moritzburg und Weinböhla, weitflächiges Hügelgräberfeld aus Steinhügeln in teils dichter Streuung, Schutz seit 5. April 1966 |      |
| ?          | Befestigung > Burg  | Moritzburg | Wehranlage „Hohe Burg“                         | Mittelalter  | nordwestlich des Orts, westlich vom Schlossteich, Forstrevier Moritzburg Abteilung 27                                                                                       | Befestigung des Gipfels des Bergstocks, weitgehend oberflächlich verebnet, Schutz seit 5. April 1966                                                      |      |
| ?          | Grabmal > Grabhügel | Steinbach  | Hügelgräber, Gruppe von etwa 10 Stück          | Bronzezeit   | südwestlich des Orts, östlich der Straße von Auer nach Buschhäuser, im Wald nördlich des Folgenwegs                                                                         | Schutz seit 26. September 1966 |      |
| ?          | Grabmal > Grabhügel | Steinbach  | vermutete Hügelgräber                          | Bronzezeit?  | südsüdwestlich des Orts, östlich der Straße von Auer nach Buschhäuser, im Wald südlich des Folgenwegs, unmittelbar östlich der Kiesgrube                                    | Hügelgrabartige Aufschüttungen, Schutz seit 26. September 1966                                                                                            |      |
| ?          | Befestigung > Burg  | Steinbach  | Wasserburg „Altes Mool“                        | Mittelalter  | nordwestlich des Orts, westlich vom Schlossteich, Forstrevier Moritzburg Abteilung 27                                                                                       | Burgareal mit Stau- und Grabensystem, Umgebung durch Verfüllungen beeinträchtigt, Schutz seit 18. September 1936, erneuert 19. Oktober 1957               |      |